# Marija Kalmykova
Marija L'vovna Kalmykova (in russo Мария Львовна Калмыкова?; Rjazan', 14 gennaio 1978) è un'ex cestista russa.

## Carriera
Con la Russia ha disputato i Giochi olimpici di Atene 2004, i Campionati mondiali del 2002 e tre edizioni dei Campionati europei (1999, 2001, 2003).